# Jędrzej Kodymowski
Jędrzej Stanisław Kodymowski, ps. „Kodym” (ur. 8 listopada 1965 w Gdyni) – polski wokalista, muzyk, kompozytor i instrumentalista. Członek Akademii Fonograficznej ZPAV.

## Kariera
Występował w grupie muzycznej Apteka, której jest założycielem. Udzielał się również w innych zespołach (m.in. Pancerne Rowery). W latach 90. nagrał z przyjaciółmi album Zgwałcił nie mąż (1993) jako The Noje Dada (Kodym i reszta żuli), a także zagrał niewielką rolę w filmie Sztos (1997) – reżyserskim debiucie Olafa Lubaszenki. Prowadził audycję radiową Apteka Nocna w Programie Trzecim Polskiego Radia oraz audycję Studio Apteka w radio WNET.
Ponadto wziął udział w nagraniu płyty Zła wiadomość zespołu PRL.
W latach 2020–2024 pracował w radiowej Trójce i bywał gościem w programieTelewizji Polskiej pt.: Michał Rachoń – Jedziemy. Obecnie jest komentatorem w porannym programie Michała Rachonia w TV Republika. Występuje także co tydzień w programie Macieja Kożuszka "Codziennie Burza" w TV Republika.

## Dyskografia
- The Noje Dada (Kodym i reszta żuli) – Zgwałcił nie mąż (1993)